# 平晏
平 晏（へい あん、? - 20年）は、中国の前漢時代末期から新代にかけての政治家。父は哀帝の時代に丞相となった平当。右扶風平陵県の人。

## 事跡
| 姓名         | 平晏                                                                                         |
| 時代         | 前漢時代 - 新代                                                                              |
| 生没年       | 生年不詳 - 20年（地皇元年）                                                                  |
| 字・別号     | 〔不詳〕                                                                                     |
| 出身地       | 右扶風平陵県                                                                                 |
| 職官         | 尚書令〔前漢〕→長楽少府〔前漢〕 →大司徒〔前漢〕 →太傅 （兼領尚書事、左伯）〔新〕 →太傅〔新〕 |
| 爵位・号等   | 防郷侯〔前漢〕→就新公〔新〕                                                                  |
| 陣営・所属等 | 哀帝→平帝→孺子嬰→王莽                                                                        |
| 家族・一族   | 父:平当                                                                                      |

王莽の腹心の一人で、その下で機密（「機事」）を管轄していた。平帝が即位した元寿2年（紀元前1年）の時点では、尚書令の地位にあり、後に長楽少府に遷った。元始5年（5年）閏月、防郷侯に封じられ、千戸を領有する。同年12月、大司徒に昇任した。
始建国元年（9年）、王莽が新を創建するとともに、平晏は就新公に封じられ、太傅に任命された。これにより平晏は、太師王舜・国師劉歆・国将哀章とともに四輔とされている。また、この時から、領尚書事も兼任したと見られる。始建国2年（10年）、甄豊の子の甄尋が王莽に献上した符命に基き、平晏は左伯に任命された。
天鳳元年（14年）、王莽の命で平晏は大司空王邑と共に洛陽に派遣され、王莽のために宗廟・社稷・郊兆の建設予定地を選定している。同年3月、領尚書事の兼任を解かれた。なお、この年の事件と思われるが、平晏は規定より多くの吏員を雇用していたとして、僕射から尋問されたところ、これに反発した太傅府の吏員が僕射を拘禁してしまう。王莽はこれを聞いて怒り、戦車数百台を繰り出して太傅府を包囲し、僕射を拘禁した吏員を捕縛してただちに処刑した。
地皇元年（20年）、平晏は太傅の地位にあったまま死去した。